# Almério de Castro Neves

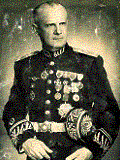
General Almério de Castro Neves.

Almério de Castro Neves (Rio de Janeiro, 1980) foi militar, General de Exército, e comandou a 10a. Região Militar, entre os anos de 1963 e 1964, saindo poucos dias depois do golpe militar. O Marechal Castelo Branco, dez anos antes, também comandou a mesma região. Castro Neves escreveu, em 1964, o estudo "O Oficial da Reserva e a Segurança Nacional".